# 261-й отдельный сапёрный батальон
Не следует путать с 261-м отдельным сапёрным батальоном 197-й стрелковой дивизии
Не следует путать с 261-м отдельным сапёрным батальоном 197-й стрелковой дивизии (2ф)
Не следует путать с 261-м отдельным сапёрным батальоном 197-й стрелковой дивизии (3ф)
261-й отдельный сапёрный батальон  — воинское подразделение в  вооружённых силах СССР во время Великой Отечественной войны.

## История
Сформирован до 01.06.1942 года путём переформирования 261-го отдельного инженерно-строительного батальона 7-й армии. 
В составе действующей армии с 01.06.1942 по 02.10.1942.
Находился на Свирском оборонительном рубеже, по-видимому, участвовал (да и был сформирован для него) в неудавшемся наступлении лета 1942 года.
02.10.1942 расформирован.

## Подчинение
| Дата       | Фронт (округ) | Армия               | Корпус | Дивизия | Бригада | Примечания |
| ---------- | ------------- | ------------------- | ------ | ------- | ------- | ---------- |
| 01.06.1942 | -             | 7-я отдельная армия | -      | -       | -       | -          |
| 01.07.1942 | -             | 7-я отдельная армия | -      | -       | -       | -          |
| 01.08.1942 | -             | 7-я отдельная армия | -      | -       | -       | -          |
| 01.09.1942 | -             | 7-я отдельная армия | -      | -       | -       | -          |

## Другие инженерно-сапёрные формирования с тем же номером
- 261-й отдельный инженерный батальон
- 261-й отдельный инженерно-сапёрный батальон
- 261-й отдельный инженерно-строительный батальон 7-й армии
- 261-й отдельный инженерно-строительный батальон Медвежьегорской оперативной группы